# Herren von Wittstatt

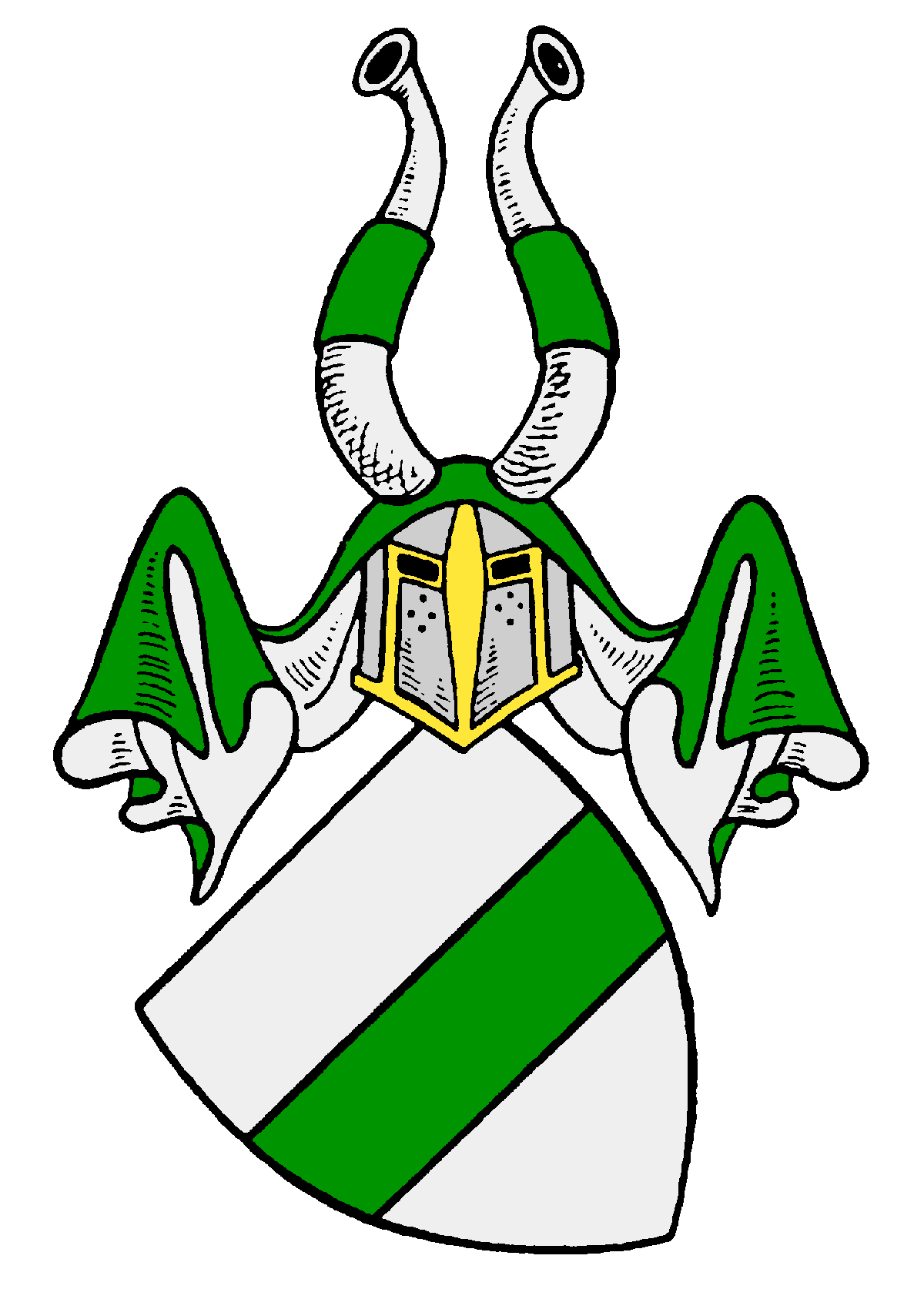
Wappen derer von Wittstatt

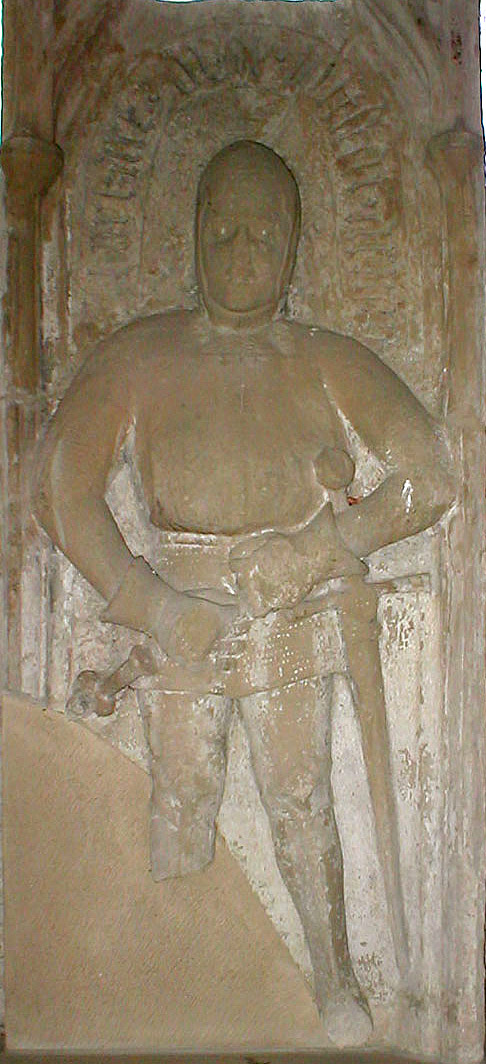
Grabmal des Burkart von Wittstatt († 1442) in Untergriesheim

Die Herren von Wittstatt waren ein mittelalterliches Adelsgeschlecht, das aus Oberwittstadt kommend insbesondere Besitz in Hagenbach hatte und 1586 ausstarb.

## Geschichte
Als ältester Stammvater wird Burkhart von Wittstatt 1090 bei der Gründung des Klosters Comburg genannt. 1157 wurde Walkun von Wittstatt als Zeuge bei der Gründung des Klosters Neusaß (späteres Kloster Schöntal) genannt. Der Stammsitz der Familie war Oberwittstadt, wo sie eine heute abgegangene Burg sowie weitere Güter besaßen, diese jedoch früh veräußerten, wohingegen ein Rüdiger von Wittstatt bereits 1236 als Inhaber des Reichslehens zu Hagenbach erwähnt wird. Nach dem damals noch Hagenbuch benannten Ort nannte sich der dortige Familienzweig von Wittstatt, genannt Hagenbuch. 
Zum Besitz der Familie zählten zeitweilig auch Lautenbach, Burg Duttenberg, Teile von Heuchlingen und ein Stadthaus in Neckarsulm. Im frühen 15. Jahrhundert traten die Brüder Konrad und Eberhard von Wittstatt gen. Hagenbuch im Elzmündungsraum in Erscheinung. Konrad war Amtmann der badischen Markgrafenwitwe Mechthild von Sponheim in Mosbach und Obrigheim. Eberhard erhielt 1424 von Pfalzgraf Otto I. die Obrigheimer Neuburg zu Lehen und war 1445 Beisitzer im Mosbacher Gericht. Bei einer 1991 in der Obrigheimer Friedenskirche gefundenen Wittstatt-Grabplatte dürfte es sich mit hoher Wahrscheinlichkeit um die von Eberhard handeln.
Die Hagenbucher Wittstatt entstammten zwar altem Adel, hatten jedoch aus ihren geringen Besitztümern nur ein geringes Einkommen und waren daher auch selbst Burgmänner auf dem Scheuerberg. Philipp von Wittstatt († 1520) und seine Gattin Agatha von Ramstein († 1518) verkauften Hagenbuch 1506 für 2000 Gulden an den Deutschen Orden, wobei sie die Hälfte an den Kaiser abtreten mussten. Philipp war danach in Baden-Baden in badischen Diensten. Der Besitz in Duttenberg blieb bis zum Tode von Wilhelm von Wittstatt 1584 im Besitz der Familie, die 1586 mit Philipp von Wittstatt, der württembergischer Dienstmann auf Burg Helfenberg und begütert in Mundelsheim war, erlosch. Der Lehensbesitz der Wittstatt fiel an die Landesfürsten zurück, den wenigen Allodialbesitz erbten die Familien Helmstatt und Capler von Oedheim.

## Wappen
Das Wappen zeigt in Silber einen grünen Balken. Auf dem Helm mit grün-silbernen Decken zwei silberne Hörner mit grünen Spangen.